# Прхці
45°32′ пн. ш. 14°38′ сх. д. / 45.54° пн. ш. 14.63° сх. д.
Прхці (хорв. Prhci) — населений пункт у Хорватії, в Приморсько-Горанській жупанії у складі міста Чабар.

## Населення
Населення за даними перепису 2011 року становило 12 осіб.
Динаміка чисельності населення поселення:

## Клімат
Середня річна температура становить 8,04 °C, середня максимальна – 21,36 °C, а середня мінімальна – -6,54 °C. Середня річна кількість опадів – 1455 мм.
| Клімат поселення                              | Клімат поселення | Клімат поселення | Клімат поселення | Клімат поселення | Клімат поселення | Клімат поселення | Клімат поселення | Клімат поселення | Клімат поселення | Клімат поселення | Клімат поселення | Клімат поселення | Клімат поселення |
| Показник                                      | Січ.             | Лют.             | Бер.             | Квіт.            | Трав.            | Черв.            | Лип.             | Серп.            | Вер.             | Жовт.            | Лист.            | Груд.            |                  |
| Середній максимум, °C                         | 4,72             | 5,52             | 8,56             | 12,42            | 17,12            | 20,85            | 21,36            | 21,19            | 17,47            | 13,12            | 7,97             | 3,91             |                  |
| Середня температура, °C                       | −0,91            | −0,12            | 2,92             | 6,80             | 11,49            | 15,23            | 17,37            | 17,20            | 13,48            | 9,13             | 3,98             | −0,08            |                  |
| Середній мінімум, °C                          | −6,54            | −5,73            | −2,7             | 1,16             | 5,86             | 9,59             | 13,38            | 13,20            | 9,50             | 5,14             | −0,02            | −4,08            |                  |
| Норма опадів, мм                              | 89               | 88               | 108              | 120              | 104              | 135              | 102              | 119              | 134              | 162              | 168              | 126              |                  |
| Середньомісячна швидкість вітру, м/с          | 2.30             | 2.50             | 2.68             | 2.56             | 2.40             | 2.28             | 2.16             | 2.20             | 2.14             | 2.33             | 2.48             | 2.46             |                  |
| Середньомісячна сонячна радіація, кДж/м²·день | 4198             | 7001             | 10197            | 14444            | 18591            | 19916            | 21284            | 18008            | 13192            | 8652             | 4610             | 3491             |                  |
| --------------------------------------------- | ---------------- | ---------------- | ---------------- | ---------------- | ---------------- | ---------------- | ---------------- | ---------------- | ---------------- | ---------------- | ---------------- | ---------------- | ---------------- |
| Джерело:                                      |                  |                  |                  |                  |                  |                  |                  |                  |                  |                  |                  |                  |                  |